# گاو سرخ بی‌شاخ

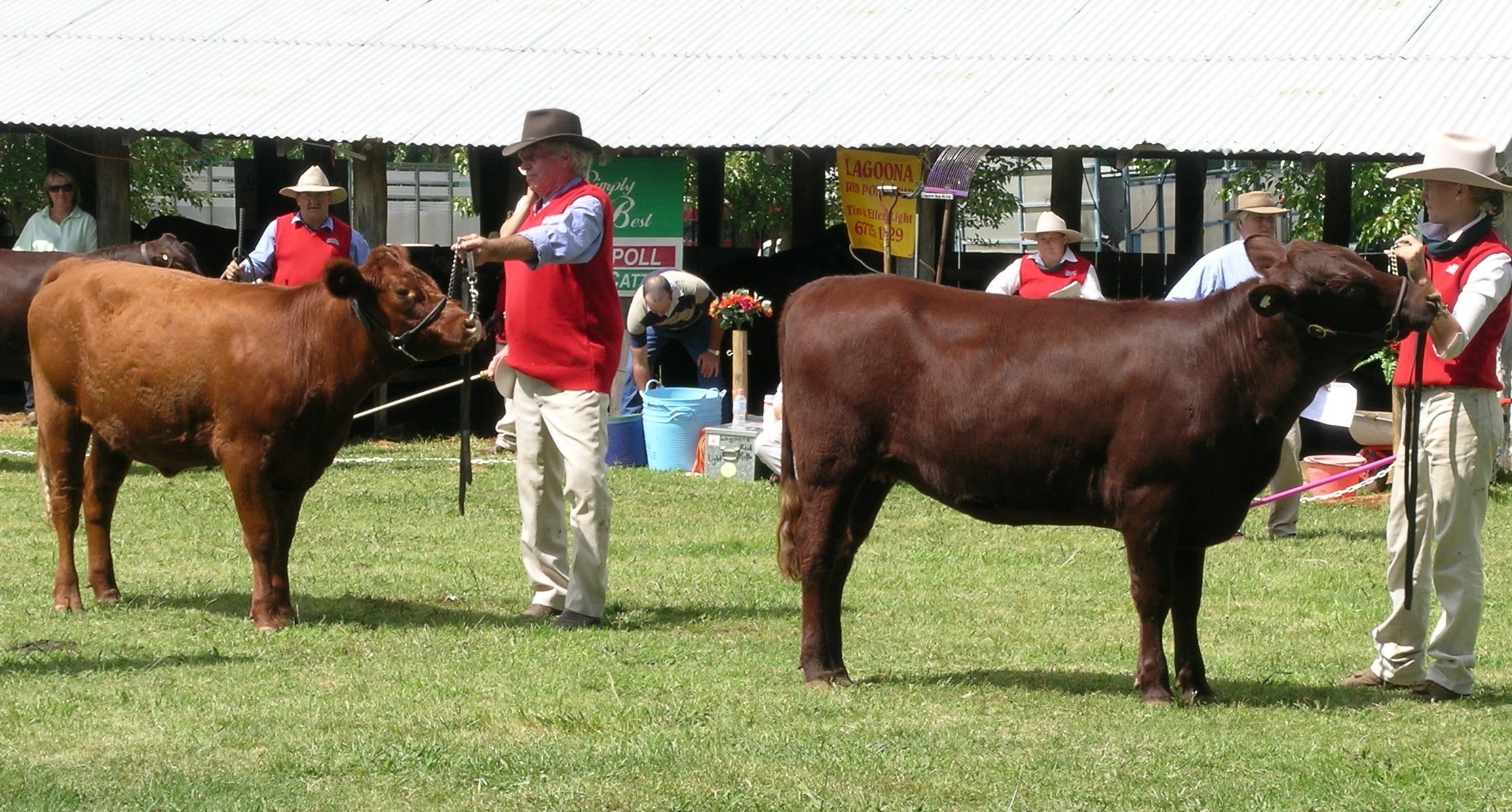
تلیسه‌های بی‌شاخ سرخ در نمایشگاه والچا، نیو ساوت ولز، استرالیا

گاو سرخ بی‌شاخ (به انگلیسی: Red Poll) یک نژاد گاو دومنظوره است که در نیمه دوم سدهٔ نوزدهم در انگلستان گسترش یافت. گاو سرخ بی‌شاخ ترکیبی از گاوهای گوشتی سرخ نورفک (Norfolk Red) و نژادهای گاو شیری دان سوفک (Suffolk Dun) است.
نژاد گاو سرخ بی‌شاخ نخستین بار در سال ۱۸۹۸ به نیوزیلند آورده شد، اما تا سال ۱۹۱۷، زمانی که ۲۲ جانور به استرالیا منتقل شدند، گله‌ای ایجاد نشد.